# Distrito de Santo Domingo de los Olleros

Provincia de Huarochirí en el Departamento de Lima, Perú

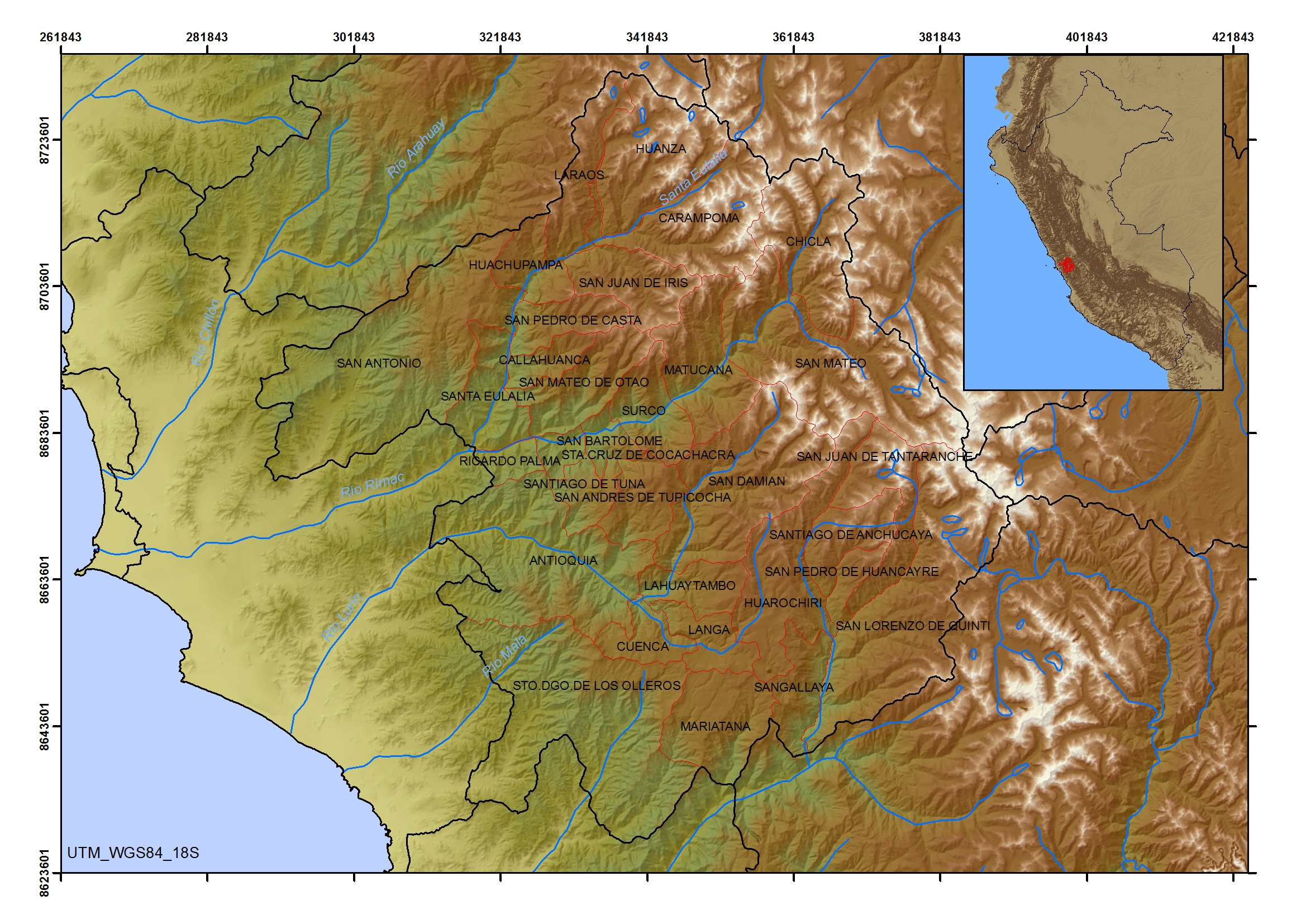
Distritos de la Provincia de Huarochirí

El Distrito de Santo Domingo de los Olleros es uno de los treinta y dos distritos de la provincia de Huarochirí, en el departamento de Lima, bajo la administración del Gobierno Regional de Lima-Provincias, Perú. Limita al norte, con los distritos de Antioquía y Cuenca; al este, con los distritos de Langa y Mariatana; al sur, con los distritos de Calango y Chilca, ambos pertenecientes a la provincia de Cañete; y al oeste, con los distritos de San Bartolo, Punta Negra, Punta Hermosa y Pachacámac, pertenecientes a la provincia de Lima.
Dentro de la división eclesiástica de la Iglesia Católica del Perú, pertenece a la Prelatura de Yauyos

## Historia
El nombre Santo Domingo de los Olleros se deriva de Santo Domingo de Guzmán que está en el templo de la capital distrital y es patrón del mismo; y la palabra Olleros, en honor a los artesanos fabricantes de ollas alfareras que hacen típico al distrito.
Políticamente, como distrito, fue fundado el 4 de agosto de 1821, cuando se crea la Provincia de Huarochirí. Sin embargo, durante la colonia eran parte del Corregimiento de Yauyos, formado el repartimiento de Huarochirí, dentro de la guaranga de Langasica, donde se localizaba el actual pueblo de Santo Domingo de los Olleros y sus ayllus aledaños como: Socuia, Alacurco, Uchuc Mari, Limaibilca, Zambilla, Julia Uma Uma y Llana (yana); así como el pueblo de San Pedro de Chiacancha de Matara junto a su ayllu La Casica (Cacasica). No obstante, se sabe que el distrito fue ocupado mucho antes por los Incas, como se demuestra con el sitio arqueológico de Cerritos.
Actualmente, la jurisdicción de este distrito viene siendo usurpada por el distrito de Punta Hermosa. Ocasionando conflicto entre la población, que es víctima de la desidia del alcalde de Punta hermosa y la atención del alcalde de Santo Domingo de los Olleros.[cita requerida]

## Geografía
Abarca una superficie de 552,32 km².
Su capital es el poblado de Santo Domingo de los Olleros que está ubicado a 2 693 m s. n. m. con una población de 91 habitantes.

## Población
Según censo de población del 2007, el distrito cuenta con una población de 2 906 habitantes.

## Centros poblados
| Centro poblado                       | N.º de viviendas |
| ------------------------------------ | ---------------- |
| Villa Jardín Cucuya                  | 229              |
| Sumacpacha                           | 124              |
| San Pedro de Huallanchi              | 110              |
| Santa Cruz de Piedra Grande          | 99               |
| Santo Domingo de los Olleros         | 74               |
| Santa Cruz de Comalipa – Casa Rosada | 73               |
| Matará                               | 70               |
| Mal Paso                             | 42               |
| Manzano                              | 41               |
| Pascanita                            | 34               |
| Llaca Llaca                          | 33               |
| Pampa Tinaja                         | 29               |
| Cuculi Chico                         | 25               |

## Autoridades

### Municipales
- 2023 - 2026
  - Alcalde: Jorge Vidal Obispo Huapaya
- 2019 - 2022
  - Alcalde: Sandra Yanet Foraquita Salazar
- 2015 - 2018[3]
  - Alcalde: Hiriberto Germán Solís Alejandría, Movimiento independiente Patria Joven (PJ).
  - Regidores: Lorense Omar Obispo León (PJ), Celso Darios Reyes Gonzales (PJ), Edgar Orlando Javier Santos (PJ), Isolina Javier Lizano (PJ), Limber Armando Javier Obispo (Unidad Cívica Lima).
- 2011 - 2014[4]
  - Alcalde:  Hiriberto Germán Solís Alejandría, del Partido Aprista Peruano (PAP).
  - Regidores:  Jorge Vidal Obispo Huapaya (PAP), Estela Victoria Nuñez Silverio (PAP), Yanina Herica Santos Javier (PAP), Amancio Abel Javier Rosales (PAP), Oscar Raúl Huapaya Blas (Alternativa Huarochirana).
- 2007 - 2010
  - Alcalde: Melecio Humberto Sánchez Resurrección, Partido Nacionalista Peruano.
- 2003 - 2006
  - Alcalde: Urbano Huapaya Javier, Movimiento Cuatro Valles.
- 1999 - 2002
  - Alcalde: Urbano Huapaya Javier, Movimiento independiente Vamos Vecino.
- 1996 - 1998
  - Alcalde: Urbano Huapaya Javier, Lista independiente N° 5 Reconstrucción Huarochirana.
- 1993 - 1995
  - Alcalde: Urbano Huapaya Javier,  Lista independiente Cambio 93.
- 1990 - 1992
  - Alcalde: Esperancio Obispo Pérez, Partido Aprista Peruano.
- 1987 - 1989
  - Alcalde: Esperancio Obispo Pérez, Partido Aprista Peruano.
- 1984 - 1986
  - Alcalde: Narciso Gonzales Mendoza, Partido Acción Popular.
- 1981 - 1983
  - Alcalde: Hernán La Rosa Núñez, Partido Aprista Peruano.

### Policiales
- Comisaría de Santo Domingo de los Olleros
  - Comisario: Mayor PNP  .[5]

### Religiosas
- Prelatura de Yauyos[6]
  - Obispo Prelado: Mons. Ricardo García García.
- Parroquia Nuestra Señora de la Asunción[7]
  - Párroco: Pbro. Artemio Quispe Huamán.
  - Vicario parroquial: Pbro. José Carpio Urquizo.

## Educación

### Instituciones educativas
- I.E.

1. Código modular	Nombre	Nivel / Modalidad	Gestión / Dependencia	Dirección	Departamento / Provincia / Distrito Alumnos (censo educativo 2017)

1       0250779  20611	Primaria	Pública - Sector Educación  C.P. SAN PEDRO DE HUALLANCHI S/N  Lima / Huarochirí / Santo Domingo de Los Olleros	25
2	1754159  20611	Secundaria	Pública - Sector Educación  C.P. SAN PEDRO DE HUALLANCHI S/N  Lima / Huarochirí / Santo Domingo de Los Olleros	9
3	0250787  20612 SAN MARTIN DE PORRES Primaria Pública-Sector Educación JR.JULIO CESAR TELLO S/N Lima / Huarochirí/Santo Domingo de Los Olleros	16
4	1573971  20612 SAN MARTIN DE PORRES Inicial-Jardín Pública-Sector Educación JIRON JULIO CESAR TELLO S/N	Lima/Huarochirí/Santo Domingo de Los Olleros	11
5	0251439
20677 JOSE FAUSTINO SANCHEZ CARRION	Primaria	Pública - Sector Educación	PARQUE PRINCIPAL	Lima / Huarochirí / Santo Domingo de Los Olleros	18
6	1573989
20677 JOSE FAUSTINO SANCHEZ CARRION	Inicial - Jardín	Pública - Sector Educación	PARQUE PRINCIPAL	Lima / Huarochirí / Santo Domingo de Los Olleros	8
7	0247908
20840 SANTIAGO ERIK ANTUNEZ DE MAYOLO RYNNING	Primaria	Pública - Sector Educación	AVENIDA LIMA S/N	Lima / Huarochirí / Santo Domingo de Los Olleros	95
8	1524842
20840 SANTIAGO ERIK ANTUNEZ DE MAYOLO RYNNING	Secundaria	Pública - Sector Educación	AVENIDA LIMA S/N	Lima / Huarochirí / Santo Domingo de Los Olleros	72
9	0638361
20914	Primaria	Pública - Sector Educación	SANTA CRUZ DE COMALIPA	Lima / Huarochirí / Santo Domingo de Los Olleros	25
10	1517135
20914	Secundaria	Pública - Sector Educación	SANTA CRUZ DE COMALIPA	Lima / Huarochirí / Santo Domingo de Los Olleros	34
11	0638338
20915	Primaria	Pública - Sector Educación	MANZANO ALTO - PUCARA	Lima / Huarochirí / Santo Domingo de Los Olleros	150
12	1629757
20915	Inicial - Jardín	Pública - Sector Educación	MANZANO ALTO - PUCARA	Lima / Huarochirí / Santo Domingo de Los Olleros	57
13	1633635
20915	Secundaria	Pública - Sector Educación	MANZANO ALTO - PUCARA	Lima / Huarochirí / Santo Domingo de Los Olleros	93
14	1228246
600	Inicial - Jardín	Pública - Sector Educación	C.P. SAN PEDRO DE HUALLANCHI S/N	Lima / Huarochirí / Santo Domingo de Los Olleros	21
15	1116284
616	Inicial - Jardín	Pública - Sector Educación	ANEXO SANTA CRUZ DE PIEDRA GRANDE S/N	Lima / Huarochirí / Santo Domingo de Los Olleros	29
16	1227354
636	Inicial - Jardín	Pública - Sector Educación	CARRETERA SANTA CRUZ DE COMALIPA S/N	Lima / Huarochirí / Santo Domingo de Los Olleros	16
17	1665827
ABRAHAM VALDELOMAR	Inicial - Jardín	Privada - Particular	QUEBRADA RIO SECO	Lima / Huarochirí / Santo Domingo de Los Olleros	28
18	1665835
ABRAHAM VALDELOMAR	Primaria	Privada - Particular	QUEBRADA RIO SECO	Lima / Huarochirí / Santo Domingo de Los Olleros	0
19	1696368
JUAN DE DIOS GUEVARA	Secundaria	Pública - Sector Educación	MZ B1 LOTE 6	Lima / Huarochirí / Santo Domingo de Los Olleros	48
20	1665280
LATINO SCHOOL	Inicial - Jardín	Privada - Particular	AVENIDA PRINCIPAL LOTE 01 SECTOR A-6	Lima / Huarochirí / Santo Domingo de Los Olleros	28
21	1665298
LATINO SCHOOL	Primaria	Privada - Particular	AVENIDA PRINCIPAL LOTE 01 SECTOR A-6	Lima / Huarochirí / Santo Domingo de Los Olleros	85
22	1665306
LATINO SCHOOL	Secundaria	Privada - Particular	AVENIDA PRINCIPAL LOTE 01 SECTOR A-6	Lima / Huarochirí / Santo Domingo de Los Olleros	137
23	0152316
RAYITO DE LUZ	Inicial No Escolarizado	Pública - Sector Educación	SANTA CRUZ DE PULLACAMA	Lima / Huarochirí / Santo Domingo de Los Olleros	3
24	1665256
SANTA ROSA	Inicial - Jardín	Pública - Sector Educación	CALLE PRINCIPAL	Lima / Huarochirí / Santo Domingo de Los Olleros	61
25	1665264
SANTA ROSA	Primaria	Pública - Sector Educación	CALLE PRINCIPAL	Lima / Huarochirí / Santo Domingo de Los Olleros	83
26	1521707
SANTO DOMINGO DE CUCUYA	Inicial - Jardín	Privada - Particular	AVENIDA SANTO DOMINGO S/N	Lima / Huarochirí / Santo Domingo de Los Olleros	5
27	1521715
SANTO DOMINGO DE CUCUYA	Primaria	Privada - Particular	AVENIDA SANTO DOMINGO S/N	Lima / Huarochirí / Santo Domingo de Los Olleros	11

## Festividades
- San Pedro y San Pablo - Huallanchi 5 de julio
- San Pedro y San Pablo - Matara 29 de junio
- Fiesta de las Cruces - Comalipa 10 de junio
- Fiesta de las Cruces - Piedra Grande 30 de septiembre
- Santo Domingo de Guzmán - Virgen Purísima Olleros 4 de agosto

## Platos típicos
- Carapulcra
- Sopa seca
- Caldo de carnero
- Pachamanca
- Vino de tuna